# 美馬市立口山中学校
美馬市立口山中学校（みましりつ くちやまちゅうがっこう）は、徳島県美馬市穴吹町口山にあった公立中学校。
生徒数の減少などの理由で2004年3月31日をもって廃校し、同年4月1日に穴吹町立穴吹中学校に統合された。

## 概要
- 国道492号線を清流で知られる穴吹川沿いに約6km遡ると、左岸の小高い丘に体育館の建物が見える。そこに口山中学校はあった[1]。
- 木造2階の校舎[1]。
- 国道から丘の上の校舎まで50m程のきつい「校門坂」があった[1]。
- 部活動は県内屈指の強さを誇った[1]。
- 1983年、ソフトテニスで森下美和、美香姉妹が全国制覇を成し遂げている[1]。

## 基礎データ
全校生徒数
- 301人（1962年度（昭和37年度）当時）[1]
- 286人（1965年度（昭和40年度）当時）
- 221人（1970年度（昭和45年度）当時）[1]

全卒業生数　
- ○人

## 沿革
- 1947年（昭和22年）4月1日 - 学制改革により、口山村宮内中学校、口山村渕名中学校創立[1]。
- 1955年（昭和30年）3月31日 - 町村合併により、穴吹町宮内中学校、穴吹町渕名中学校に改称。
- 1962年（昭和37年）6月 - 穴吹町宮内小学校、穴吹町渕名小学校に併設されていた中学校を統合校舎として移転新築[1]。
- 2004年（平成16年）
  - 3月31日 - 休校[1]。
  - 4月1日 - 穴吹町立穴吹中学校に統合。
- 2005年（平成17年）
  - 3月1日 - 市町村合併により、美馬市立口山中学校に改称。
  - 11月1日 - 運動場跡地に、美馬市穴吹グラウンド・ゴルフ場を設置。

## 学校行事
※月ごとの学校行事、特色を記載して下さい。
| - 4月 - 5月 - 6月 | - 7月 - 8月 - 9月 | - 10月 - 11月 - 12月 | - 1月 - 2月 - 3月 |

## 部活動
- 運動系部活動
  - ソフトテニス部
  - 卓球部
- 文化系部活動

## 通学区域
- 美馬市
  - 穴吹町

## 交通

### 最寄駅
- JR徳島線穴吹駅

### 最寄バス停
- 弓立バス停

## 進学前学校
- 美馬市立渕名小学校
- 美馬市立宮内小学校

## 統合先学校
- 美馬市立穴吹中学校